# Márton Fucsovics
Márton Fucsovics (født 8. februar 1992 i Nyíregyháza, Ungarn) er en professionel tennisspiller fra Ungarn.